# Grottes de Castellana
Les grottes de Castellana sont des cavités naturelles d'intérêt touristique, situées à deux kilomètres de la ville de Castellana Grotte, dans la province de Bari, région des Pouilles.
À proximité des grottes, se trouve un musée de la spéléologie.

## Histoire
En 1938, les responsables de l’Office provincial de tourisme de Bari demandèrent à l’Institut italien de spéléologie de Postumia l’intervention d’un expert spéléologue pour procéder à une inspection dans des grottes déjà connues dans le territoire en vue de leur utilisation touristique. Mais toutes les cavités explorées se montrèrent petites et impropres à l'usage convoité.
Le 23 janvier 1938, enfin, Franco Anelli descendit dans le gouffre dit " la Grave", le fond de laquelle était recouvert par une grande quantité d’ordures, qui s’étaient accumulés avec le temps.
L’explorateur atteignit le sol et identifia un couloir qui se perdait dans le noir ; en s’aventurant à l’intérieur il se trouva, au-delà d’un passage partiellement caché par des stalactites et des stalagmites, en face d’une exaltante découverte : une grande galerie ensuite appelée caverne des Monuments, si grande que le faisceau de sa lampe ne pouvait pas allumer la voûte et les parois.
Après avoir apporté la nouvelle à l’extérieur, Anelli planifia d’y revenir deux jours après, pour continuer les explorations. Cette fois, pour descendre avec lui dans la Grave, il y avait aussi un courageux ouvrier de Castellana : Vito Matarrese. Ils continuèrent les explorations interrompues, poursuivirent à l’intérieur environ 300 mètres, et ils s’arrêtèrent au bout d’une galerie descendante, aujourd'hui appelée couloir du Serpent, en face d’un puits profond.
Deux mois après, en mars 1938, Anelli revint à Castellana et, toujours avec Matarrese, il continua les explorations pour plus de 600 mètres de distance de la Grave, où un nouveau puits, situé dans l’actuel couloir du Désert, arrêta encore une fois les explorations.
Anelli resta quelques jours à Castellana et il réalisa le premier plan des grottes, qu’il termina en septembre de la même année, quand il vint à Castellana pour la troisième fois.
Après le départ d’Anelli, Vito Matarrese poursuivit les explorations, il franchit le puits du couloir du Désert et il rejoignit la dernière caverne : la grotte Blanche, découverte en 1940.

## Description
Les grottes de Castellana s’ouvrent dans les Murges sud-orientales, à 330 m au-dessus du niveau de la mer, sur le plateau calcaire qui remonte au Crétacé supérieur, il y a presque 90-100 millions d'années. Le territoire des grottes de Castellana se caractérise par des roches calcaires composées principalement de carbonate de calcium, en particulier les calcaires présents dans la zone sont appelés Calcaire d’Altamura.
Les grottes de Castellana s'étendent sur une longueur de 3 348 m et atteignent une profondeur maximale de 122 mètres à partir de la surface du sol. La température de l’intérieur est d'environ 18 °C. 
Les grottes  sont ouvertes tous les jours de l'année à l'exception de Noël et du premier de l’an. La visite se développe le long de deux itinéraires, avec des horaires différents selon la saison : le premier itinéraire d’une longueur de 1 km et de durée d’environ 50 minutes, le second de 3 km et de durée d’environ deux heures. Des visites nocturnes sont prévues en été.
Le gouffre dit "la Grave" est la première et la plus grande salle du système karstique qui mesure 100 mètres de longueur, 50 de largeur, 60 de profondeur. Elle est le seul orifice qui communique avec l’extérieur. 
Au-delà de la Grave, stalactites, stalagmites, draperies, colonnes, précieux cristaux pointent partout.  Les noms des environnements traversés sont le fruits de l’imagination des premiers explorateurs : la Louve, les Monuments, la Chouette, la Petite Vierge Marie, l’Autel, le Précipice, le couloir du Désert, la Colonne Renversée, le couloir Rouge, la Coupole, la grotte Blanche : la dernière galerie et la plus étincellante.

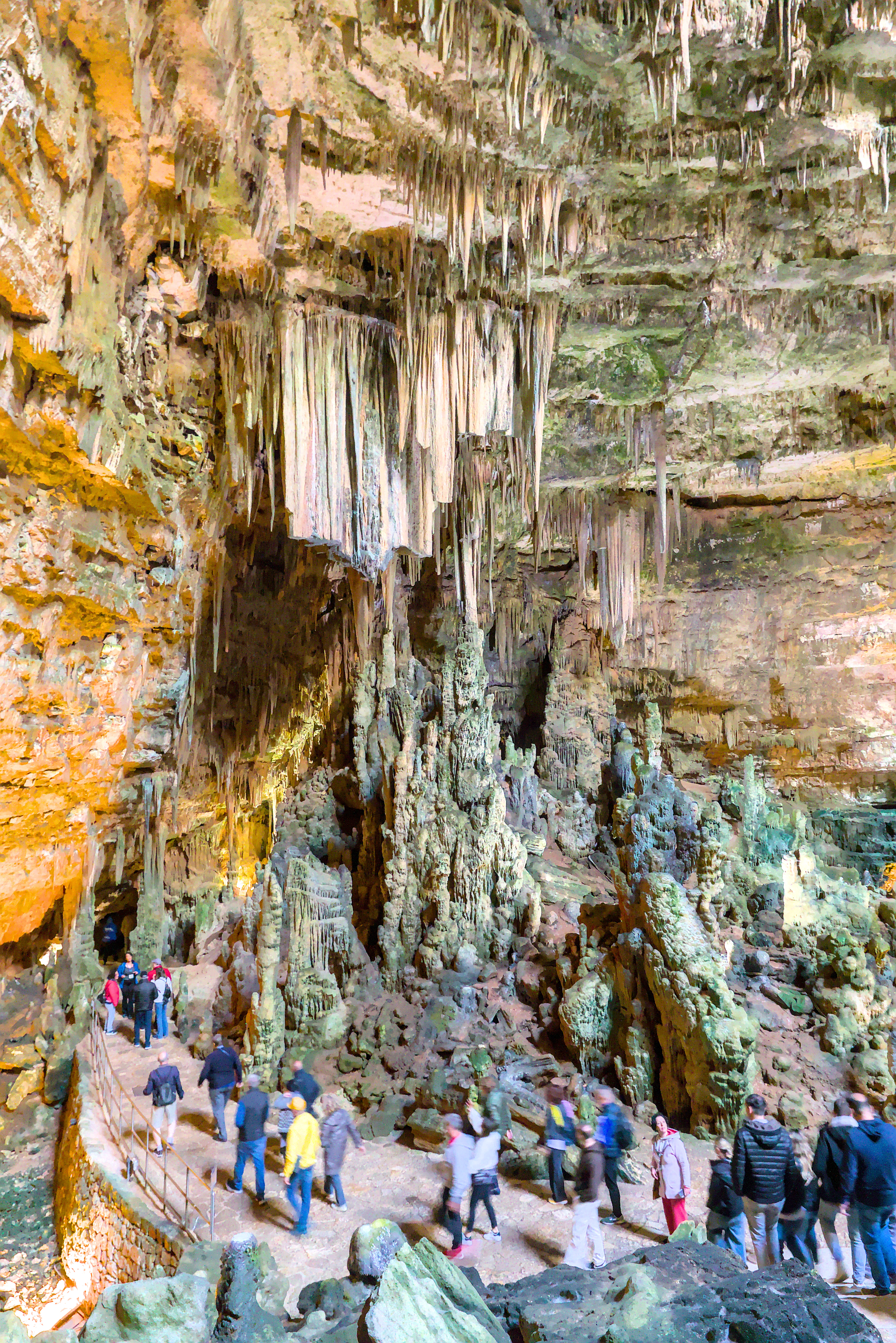
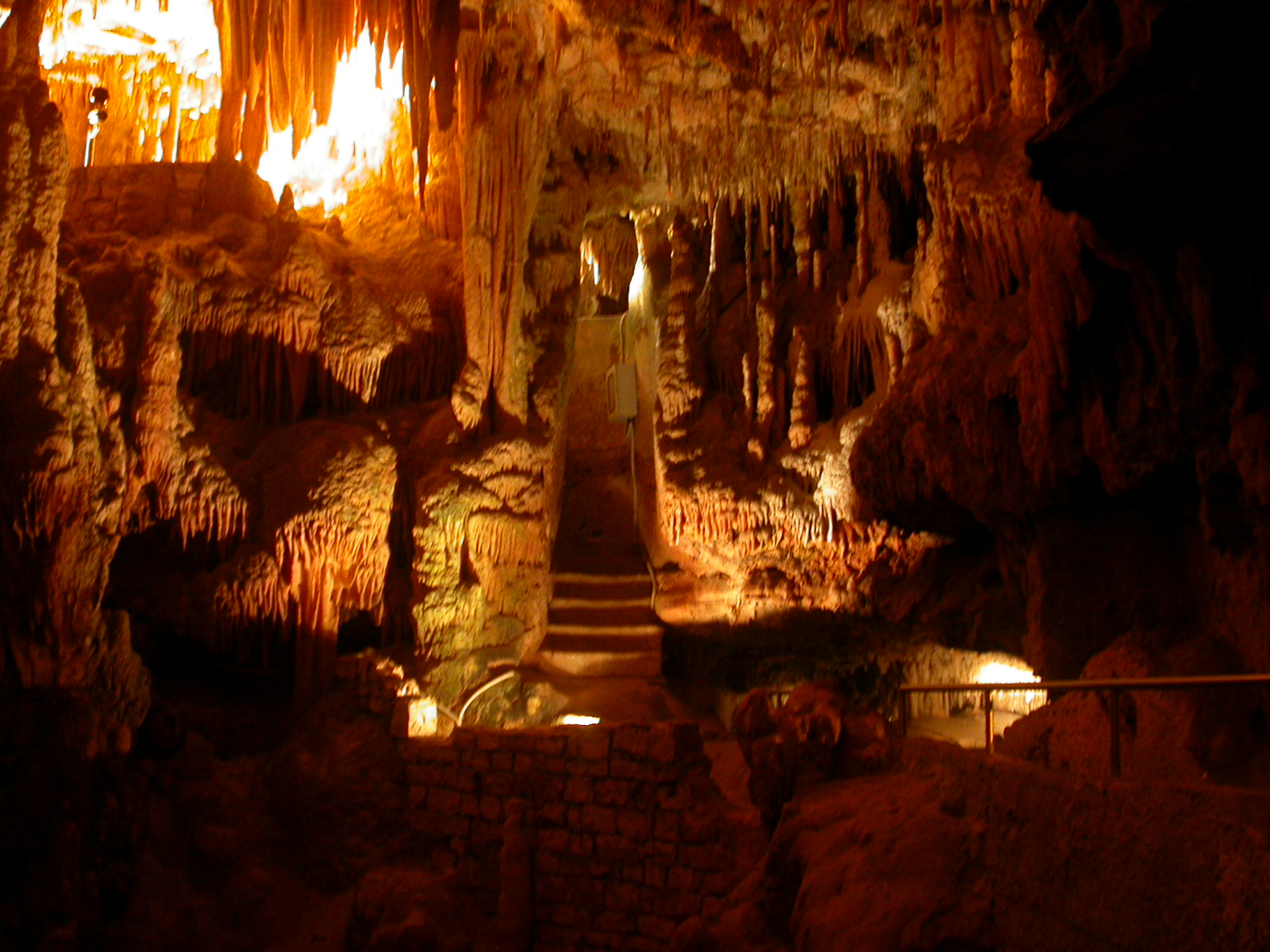
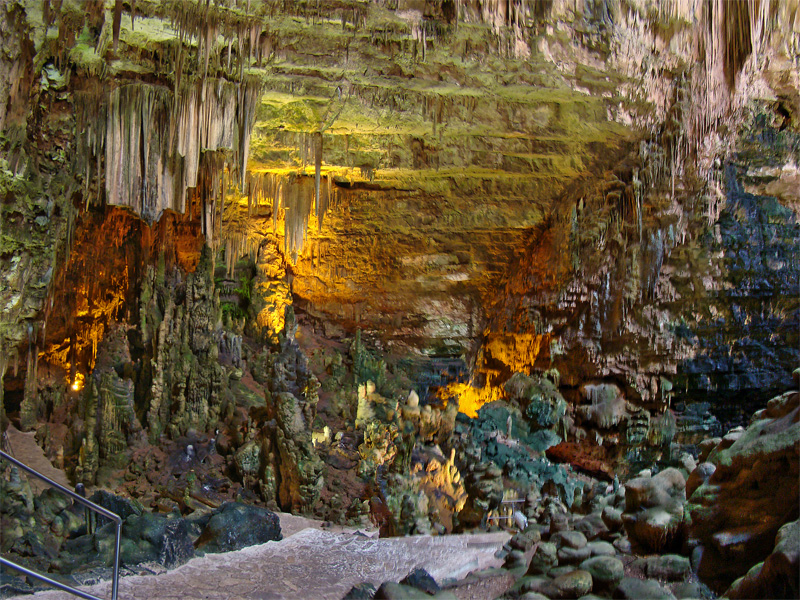
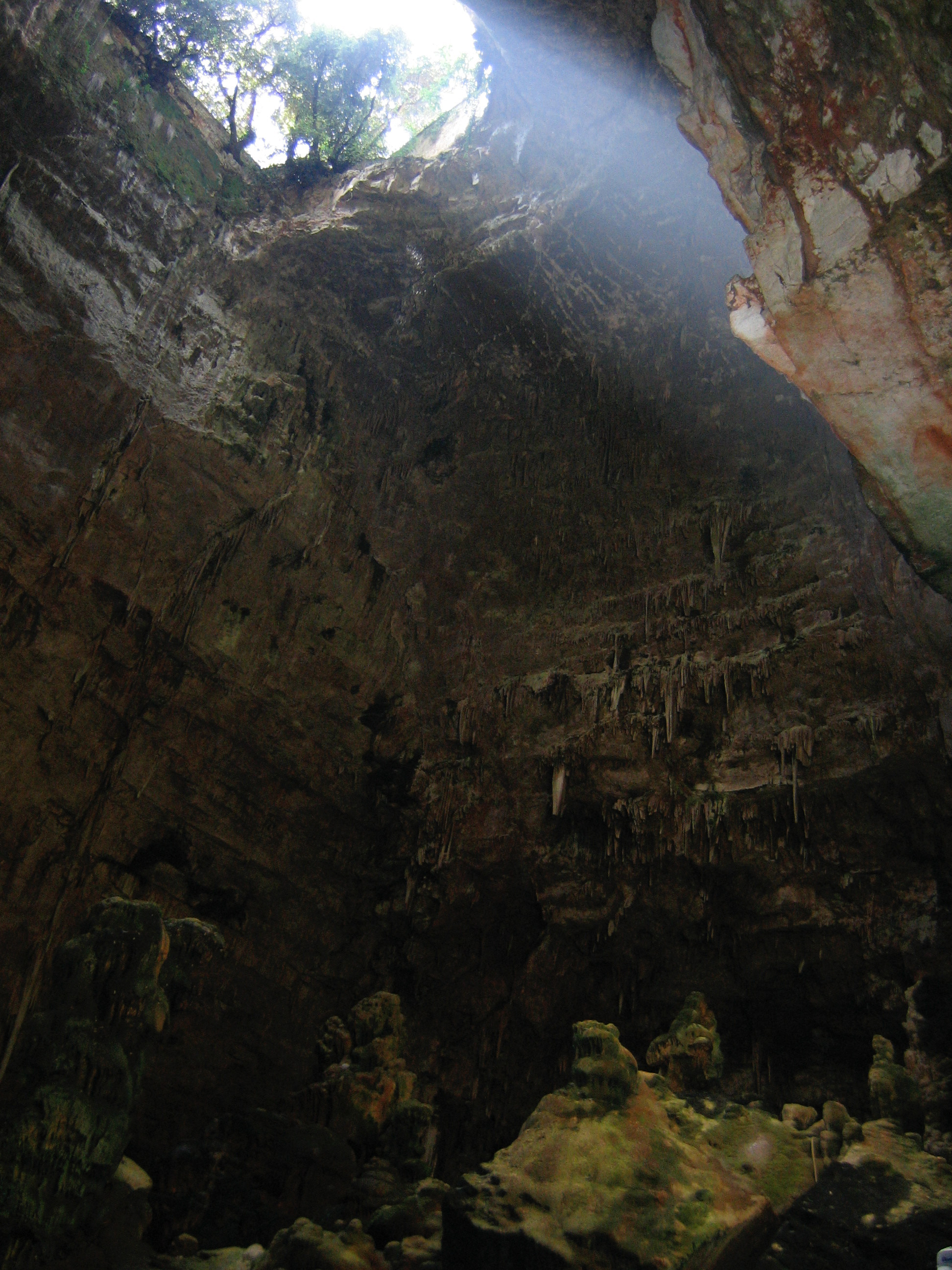
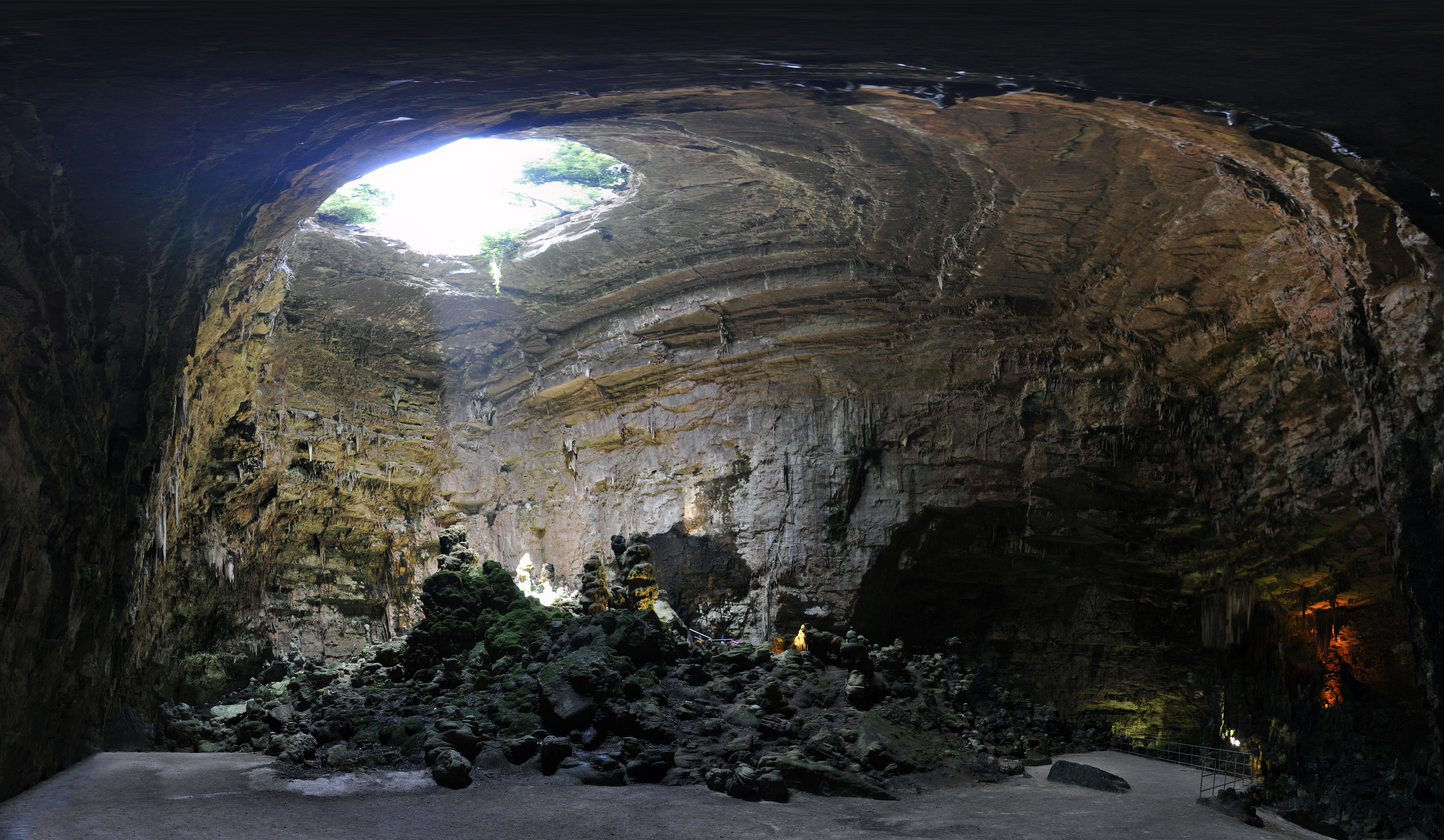
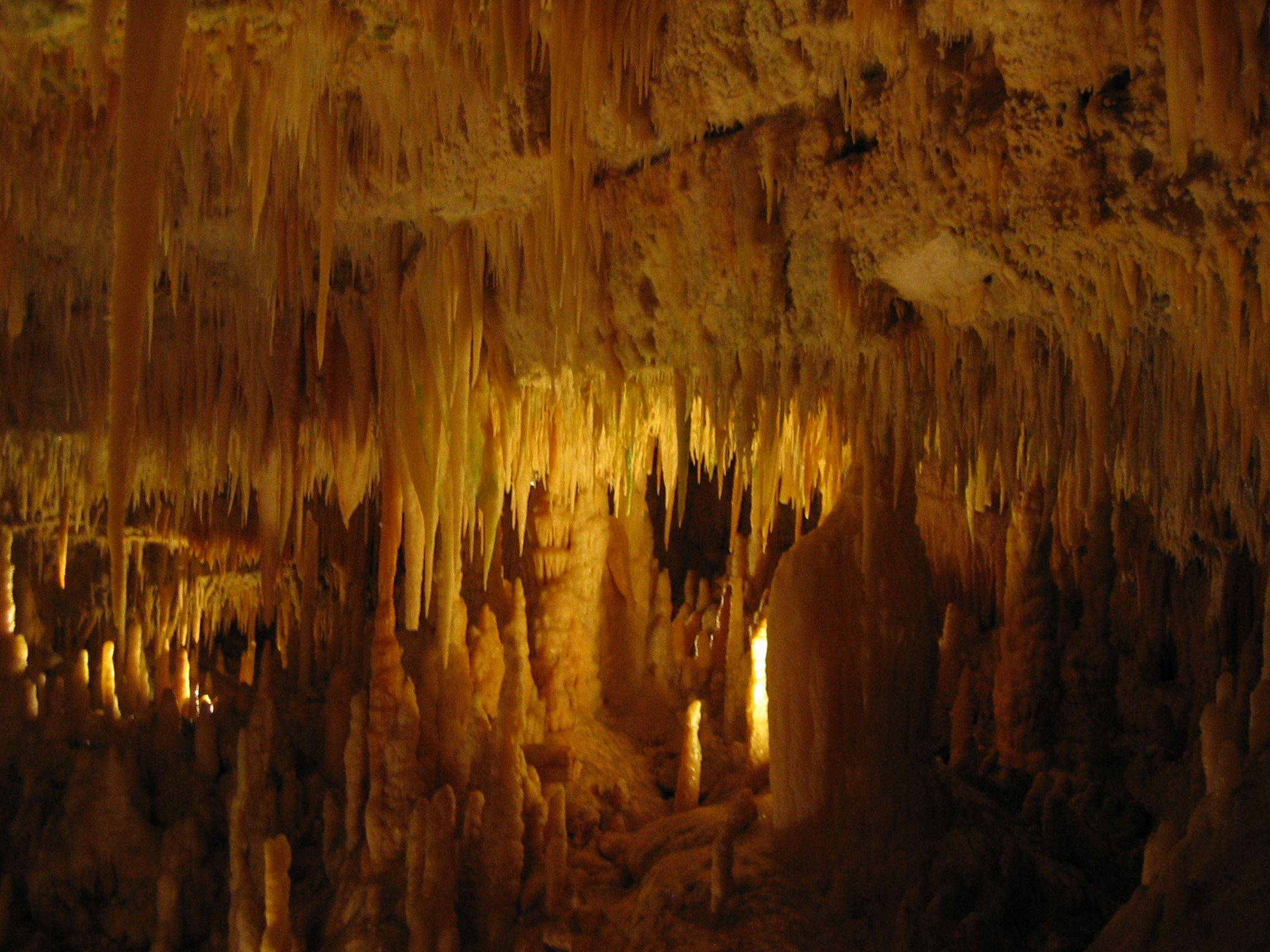

## Particularités
Les particularités qui rendent unique les grottes de Castellana sont surtout trois : "la Grave", la "grotte Blanche" et les concrétions des "Cavernes".

### La Grave
Le gouffre dit La Grave est un immense panthéon naturel. Dans la voûte de cette caverne s’ouvre un lanterneau bordé par une couronne de yeuses à l’intérieur duquel transparaît un pan de ciel. Un gigantesque cône de lumière solaire vient d’en haut, il se meut en suivant des cadences et des parcours récurrents sur la base des heures et des saisons. La lumière semble dessiner, tout d’abord, les contours d’un grand écran blanc sur les parois rocheuses abruptes, puis elle anime les lointains Cyclopes stalagmitiques, pareils à des géants marins émergeant du chaos d’une mer orageuse. Enfin, la lumière explore et sonde l’irrégulier fond du gouffre, en ignorant les sombres parois méridionales de l’abîme, les grandes draperies cassées et les colonnes recouvertes d’antiques mousses et de lichens,  au-delà desquelles se montrent les fantastiques architectures élevées dans l’obscurité millénaire. La Grave, la première grandiose caverne du monde souterrain des grottes de Castellana est la seule qui communique avec l’extérieur.
L’histoire de la Grave commence au Crétacé supérieur (il y a presque 90-100 millions d’années), quand les Pouilles étaient submergées par une antique mer, dans laquelle vivaient des vastes colonies de mollusques et des végétaux marins. Pendant des millions d'années, plusieurs générations de ces formes de vie se sont succédé les unes aux autres et, en mourant, leurs coquilles vidées et leurs carcasses se sont accumulées au fond de la mer, en formant un gigantesque dépôt de boue et de sable. Ce dépôt, en augmentant lentement et continuent, s’était comprimé de plus en plus, jusqu'à former une couche de calcaire de plusieurs kilomètres d'épaisseur. À partir d’il y a soixante-cinq millions d’années, la progressive élévation  des terres a amené  la région à acquérir son aspect actuel et dans la masse calcaire émergée, à cause de sa rigidité, se sont formées des vastes fractures, qui l’ont fortement gravées. 
L’eau des intenses précipitations, en filtrant dans le sous-sol, a ensuite formé une vaste nappe aquifère souterraine, qui a dissous  graduellement le calcaire et élargi les fractures. Les coupures se sont unies les unes aux autres à cause de l’écroulement de la roche interposée, en formant ainsi des petits conduits, qui se sont de plus en plus transformés en des cavernes toujours plus grandes. Dans les endroits où un grand nombre de  fractures se coupaient (ce phénomène est plus fréquent ici que dans les autres points du système karstique de Castellana) elles ont causé des effondrements étendus et répétés. Les effondrements se sont agrandis de plus en plus vers le haut, en réduisant l’épaisseur de la roche qui séparait la cavité de l’extérieur jusqu'à causer l’éboulement de la couche résiduelle, désormais amincie, en faisant arriver le premier rayon de soleil à l’intérieur de la grotte.

### La "Grotte Blanche"
À l’extrémité du parcours souterrain et à environ 1500 m de la Grave, un petit portail creusé dans une imposante paroi d’albâtre introduit dans la dernière et le plus bel endroit des grottes de Castellana : la grotte Blanche (entendre la "galerie blanche").
Soudainement toutes les merveilles des environnements traversés jusqu'ici, disparaissent presque en face de l’éclat de cet angle de Paradis. En avançant lentement, presque en religieux silence dans ce temple souterrain, toute la blancheur de l'albâtre se déploie autour du visiteur étonné, pour cette raison cette grotte est définie la plus resplendissante au monde entier.
Un petit bassin, jadis bien rempli d’eau de stillation, montre maintenant une gemmation de cristaux qui couvrent le fond et le parois de ce minuscule, mais spectaculaire petit lac. Des stalactites blanches et diaphanes, qui reflètent la lumière, couvrent chaque coin de la caverne.
Le dernier scénario est de face : deux hautes imposantes colonnes semblent soutenir la voûte de la dernière caverne, partout ornée de blanches stalactites et de concrétions coralloïdes. Ceci est la dernière limite de l’excursion souterraine et certainement le moment le plus suggestif, qui nous rappelle encore une fois la puissance  et la  beauté de la nature.

### Le concrétionnement
Sûrement l'aspect le plus fascinant du paysage esthétique des grottes de Castellana est leur concrétionnement : c’est-à-dire le revêtement des nues parois des cavernes par les dépôts de calcaire. Au fil des siècles l’eau pluviale, en traversant lentement les couches rocheuses situées au-dessus, a causé la mise en suspension des sédiments.
Quand  l'eau qui suinte par stillation rejoint les creux des cavernes, elle tombe sur le sol en laissant sur la voûte et sur le plancher un dépôt de carbonate de calcium qui permet la croissance des stalactites, les concrétions qui se forment au plafond, et des stalagmites attachées au sol.
Au fil du temps les unes et les autres grossissent graduellement et finissent par se réunir en formant des colonnes.
Mais au-delà de ces formes élémentaires, il y a beaucoup d’autres types de concrétionnement, à savoir les coulées et les draperies, dues à l’écoulement de l’eau, les concrétions coralloïdes et les cristaux engendrés en milieu aquatique, et enfin les concrétions excentriques, qui défient la loi de la gravité, et les perles de grotte, qui ont été formées par le dépôt de couches successives de calcite autour d'un grain de roche.
Les stalactites excentriques méritent un chapitre à part. Ces concrétions, de taille généralement  réduite, n’obéissent pas à la loi de la gravité comme les autres stalactites. Elle croissent latéralement, incurvées en demi-cercle et même vers le haut, en créant des formes spectaculaires.
Les spécialistes ont des avis discordants sur leur genèse, la littérature spéléologique présent plusieurs hypothèses ;  de toute façon, il y a surement beaucoup de causes différentes à l’origine de leur direction aléatoire.
Hormis le cas de la présence des éventuels courants d’air qui peuvent détourner horizontalement le chemin des gouttes d’eau, dans les autres cas le rôle principal est joué par des formes particulières de cristallisation de la calcite. La calcite est un minéral qui cristallise dans le système rhomboédrique, en effet  la canule de la stalactite est formée par une série de rhomboèdres très petits qui s'interpénètrent. Si, pour diverses raisons, une perforation se produit sur le petit tube, l’eau qui fuit à travers cette ouverture crée une apposition latérale d’autres rhomboèdres.
Même la présence d’impuretés de natures différentes peut gêner la formation du rhomboèdre de calcite dans une direction, ceci causera la formation d’une ramification latérale qui continuera à se développer dans une direction différente.
Il y a aussi des stalactites excentriques formées par une canule centrale extrêmement petite, avec un diamètre inférieur au millimètre, dans lequel l’eau coule très lentement. À son extrémité inférieure il y a toujours une gouttelette d’eau dans laquelle les cristaux de calcite peuvent se disposer selon des orientations différentes, donnant origine à des concrétions qui suivent différentes directions.

## Faune cavernicole
Les recherches bio-spéléologiques conduites à l’intérieur des grottes de Castellana ont amené à la découverte d’une très riche faune cavernicole, comprenant des nouvelles espèces endémiques, à savoir :
- les crustacés isopodes Murgeoniscus Anellii et Castellanethes Sanfilippoi ;
- le pseudoscorpion Hadoblothrus gigas ;
- le coléoptère pselaphidae Tychobythinus anelli ;
- le coléoptère carabide Italodytes stammeri.

Notamment, l’orthoptère Troglophilus Andreinii est particulièrement répandu dans ces grottes, il s’agit d’une espèce de criquet cavernicole, et les visiteurs les plus heureux peuvent avoir la chance de le rencontrer pendant la visite aux grottes.
L’animal le plus caractéristique des grottes est sans aucun doute la chauve-souris, le seul mammifère capable de vol actif. En effet, elle est dotée d'une subtile et fragile membrane sous-tendue par les longs doigts du membre inférieur, et étendue jusqu'au membre postérieur et parfois jusqu'à la queue.
Cinq espèces sont présentes dans les grottes de Castellana, toutes de petite taille : Miniopterus schreibersii, Rhinolophus ferrumequinum, Rhinolophus mehelyi, Rhinolophus euryale et Myotis capaccinii.

## Notoriété

### Musée spéléologique Franco Anelli
Le musée spéléologique Franco Anelli  des grottes de Castellana, inauguré le 23 janvier 2000, 62e anniversaire de la découverte du réseau karstique, porte le nom de Franco Anelli (1899-1977) qui fut le découvreur des grottes et aussi le divulgateur et passionné directeur. 
Le Gruppo Puglia Grotte, l’association spéléologique de Castellana, fondée en 1971, qui - pour le compte de la société Grotte de Castellana - gère la structure, s’est inspiré aux intentions initiales d’Anelli, dans la réalisation du parcours didactique d’exposition. Selon Anelli, en fait, la visite au Musée Spéléologique sera une excursion facile et agréable entre les pages d’un livre fascinant, le livre des grottes : peu de chapitres ordonnés fournissent le commentaire à un  pondéreux volume, celui de la Science des cavernes.
Le Musée, situé dans l’édifice projeté par Pietro Favia (1895-1972), représente un utile moment d’approfondissement pour le touriste intéressé, en outre il est un point de référence pour la recherche spéléologique des Pouilles, la structure du Musée accueille le Centre de Documentation Spéléologique des Pouilles « Franco Orofino » de la Fédération spéléologique des pouilles, comprenant une bibliothèque thématique, une hémérothèque et des archives photographiques.

### Les laboratoires didactiques
Depuis plusieurs années le musée spéléologique Franco Anelli est la destination d’un tourisme scolaire croissant qui, à travers les visites guidées, les laboratoires didactiques et les visites spéléo-touristiques dans les branches latérales des Grottes, représente une des principales nouveautés du site karstique de ces dernières années.
Les laboratoires didactiques proposés sont nés, selon l’intention d'Anelli, pour contribuer à répandre dans le monde de l’école… la connaissance des études du sous-sol naturel à travers une efficace illustration du monde souterrain et des phénomènes qui se développent à l’intérieur et qui se sont développés dans le passé lointain de l’histoire géologique de l’Italie, il s’agit de phénomènes physiques, biologiques et anthropiques. Parmi les laboratoires didactiques proposés il y a ceux d’astronomie, sciences des grottes, spéléologie, biospéléologie, géologie et écologie.
En outre une série d'initiatives sont mises en œuvre dans le musée, dans le but de favoriser l’apprentissage éducatif à travers des laboratoires interactifs et des leçons spécifiques à mener même à l'intérieur de l'hypogée, comme la proposition de spéléo-junior, pour permettre aux étudiants de vivre l’émotion de l’obscurité et de comprendre ses aspects les plus cachés.

### Événements historiques
Parmi les nombreux visiteurs célèbres des grottes, qui ont rempli avec leur signatures des dizaines de registres, au moins pendant les dernières années de leur lancement touristique, il faut rappeler : Luigi Einaudi (1874-1961), Aldo Moro (1916-1978), Enrico Mattei (1906-1962), Gina Lollobrigida, Silvana Pampanini, la princesse Margaret (1930-2002), Tito Schipa (1888-1965).
Le monde du cinéma, de façon analogue, n’est pas resté indifférent à la fascination des grottes, où au fil des années ont été tournés huit longs-métrages : L’âge de l’amour de Michael Hamilton en 1953 ; Hercule au centre de la Terre de Mario Bava et Franco Prosperi en 1961 ; Machiste en Enfer de Riccardo Freda en 1962 ; Casanova 70 de Mario Monicelli en 1965 ; Le roi des criminels de Paul Maxwell en 1968 ; Affrontements stellaires au-delà de la troisième dimension de Lewis Coates en 1978 ; Alien 2 sur la Terre de Sam Cromwell de Biagio Proietti en 1980 ; Le voyage de l’épouse de Sergio Rubini en 1997 ; un épisode de la série télévisée Profession vacances de Vittorio De Sesti en 1986.

### Mystères non résolus
La Grave est loin d'avoir révélé tous ses secrets. En 2006 l’administration communale et la société Grotte de Castellana ont projeté et effectué une importante intervention de nettoyage de l'abîme, en ramenant à la surface beaucoup de débris, accumulés lors de l'excavation de la galerie d’accès et d’autres travaux d’aménagement touristique de la cavité, ainsi que le matériau résultant, véhiculé par l’écoulement des eaux pluviales dans la galerie et, d’ici, dans une dépression à la base de la paroi nord du gouffre.
Dans cette zone on pourrait espérer de trouver un accès à des nouvelles cavités, qui pourraient se développer au long de la principale ligne de fracture des Grottes, aujourd'hui connues ou perpendiculairement à elle. 
Anelli lui-même avait déjà commencé un creusement dans cette direction mais il avait dû y renoncer, face au danger d'éboulement et à cause de la pénurie de fonds à disposition.
Les ressources financières insuffisantes ont empêché, en 2006, de compléter le creusement en question, bloqué juste où la paroi de la caverne commence à se diriger vers l’intérieur. Une enquête conduite sur place a mis en évidence plusieurs mètres de terre au-dessous du point de profondeur maximale atteinte et, en outre, des recherches géophysiques de surface, conduites au cours des années passées avec plusieurs techniques d’enquête, ont permis de faire l,hypothèse l’existence de nouvelles ramifications, qui s’étendent du gouffre initial.
L’histoire de la Grave ne peut pas donc être considérée comme terminée et, peut-être, dans le futur on pourra vérifier les aboutissements de l’aventureuse exploration guidée au XVIIIe siècle par Vincenzo Longo, pendant laquelle les explorateurs auraient vu des cavernes différentes de celles connues aujourd'hui, situées au-dessous de l’agglomération de Castellana Grotte.